# 馬其昌
馬其昌（1628年6月16日—1651年），字遂良，河南開封府杞縣人，清朝政治人物。

## 生平
馬其昌是順治二年（1645年）舉人，三年（1646年）聯捷進士，先在通政司觀政，後獲授平谷知縣，當時京師等地初定，滿漢錯雜，人民流徙不定，有豪強張來宗強占民田，他重懲對方令豪猾屏息、人民安定，得巡按疏薦，四年（1647年）調為長沙知縣，湖南地方尚和南明對峙，長沙首當其衝，他能穩定民心，百業復興，並出任湖廣鄉試同考官，然而因政事繁忙，難以應對，以致積勞病逝，行李空得無法辦理喪事，最後由嗣子馬體乾主持喪事歸葬。

## 家族
曾祖馬復龍，儒官；祖父馬爾載；父馬昇春；本生父馬上升；嗣子馬體乾，康熙二十四年進士。

## 引用
1. 1 2  乾隆《杞縣志·卷十四·人物志二》：馬其昌，字遂良，早孤，事嗣父母以孝聞，順治丙戌舉進士，授平谷知縣，時畿南初定，滿漢錯處，人多驚徙無定，有張來宗者虎翼也強占民田，其昌申部重懲之，由是豪猾屏息，民情始安，巡按疏薦調長沙知縣，時湖南未甚輯寧，長沙適當衝要，其昌還定安集，民始復業，然羽檄交馳，支應繁難，以致積勞病卒，囊空至不能辦棺殮，嗣子體乾迎其喪以歸葬，後舉康熙乙丑進士。
2. 1 2  《順治三年丙戌科進士三代履歷》：馬其昌，曾祖復龍，儒官；祖爾載；父昇春；本生父上升。遂良，易三房，戊辰五月十五日生，杞縣人，湖廣籍，乙酉二十八名，會試一百八十九名，三甲一百二十七名，通政司觀政，授順天平谷知縣，丁亥調湖廣長沙知縣，戊子本省同考。